# Manderveen
Manderveen (52° 27′ N, 6° 47′ L) é uma cidade dos Países Baixos, na província de Overijssel. Manderveen pertence ao município de Tubbergen, e está situada a 13 km, a nordeste de Almelo.
A área de Manderveen, que também inclui as partes periféricas da cidade, bem como a zona rural circundante, tem uma população estimada em 640 habitantes.